# Montezuma Valley National Bank and Store Building
Le Montezuma Valley National Bank and Store Building est un ancien bâtiment bancaire américain à Cortez, au Colorado. Il est inscrit au Registre national des lieux historiques depuis le 15 janvier 2009.